# Wladislaus Hendrik van Bohemen
Wladislaus III Hendrik van Bohemen (circa 1160 - 12 augustus 1222) was hertog van Bohemen en markgraaf van Moravië.

## Levensloop
Hij was de tweede zoon van hertog Wladislaus II van Bohemen en Judith van Thüringen. Zijn jonge jaren werden gekenmerkt door de voortdurende spanningen binnen het huis der Přemysliden.
In 1192 werd hij door keizer Hendrik VI van het Heilig Roomse Rijk benoemd tot markgraaf en dus de heerser van Moravië. In 1194 nam hertog Hendrik Břetislav van Bohemen echter de functie van Wladislaus Hendrik af en riep hem naar Praag, waarna hij in de Praagse burcht werd opgesloten en onder toezicht werd geplaatst.
In 1197 viel zijn oudere broer Ottokar I met een leger Bohemen binnen en zette zijn neef hertog Hendrik Břetislav af. Omdat Ottokar zijn neef niet vertrouwde, liet hij hem tot aan zijn dood in 1198 opsluiten. Vervolgens koos de Boheemse adel in juni 1197 Wladislaus Hendrik tot de nieuwe hertog van Bohemen. Zijn broer Ottokar I wilde echter zelf hertog worden en in december 1197 viel hij opnieuw met een leger Bohemen binnen. Wladislaus  Hendrik wilde een machtsstrijd vermijden omdat dit opnieuw politieke instabiliteit zou veroorzaken en trad daarom af ten voordele van Ottokar. Vervolgens werd Wladislaus benoemd tot markgraaf van Moravië. 
Als markgraaf van Moravië werkte Wladislaus  politiek nauw samen met zijn broer Ottokar. In 1216 kwamen beide broers overeen dat voortaan de eerstgeboren zoon van de koning van Bohemen de troonopvolger was om zo in de toekomst nieuwe machtsstrijden te vermijden. Gedurende de regering van zijn broer bleef Wladislaus Hendrik zeer loyaal aan hem. In Marovië slaagde hij er ook in om binnenlandse stabiliteit te bereiken. In 1222 overleed hij.
Wladislaus was gehuwd met ene Hedwig, wier afkomst onbekend is. Hij stierf echter zonder nakomelingen, waarna Moravië in handen viel van zijn neef Wladislaus, de tweede zoon van zijn broer Ottokar. Hij werd begraven in het cisterciënzerklooster van Velehrad, dat hij in 1205 zelf had opgericht.

## Voorouders
| Voorouders van Wladislaus Hendrik van Bohemen | Voorouders van Wladislaus Hendrik van Bohemen                            | Voorouders van Wladislaus Hendrik van Bohemen                            | Voorouders van Wladislaus Hendrik van Bohemen                            | Voorouders van Wladislaus Hendrik van Bohemen                            |
| --------------------------------------------- | ------------------------------------------------------------------------ | ------------------------------------------------------------------------ | ------------------------------------------------------------------------ | ------------------------------------------------------------------------ |
| Overgrootouders                               | Vratislav II van Bohemen (1035-1092) ∞ Swatawa van Polen (1048-1126)     | Hendrik I van Berg (1073-1122) ∞ Adelheid van Mochental (-)              | Lodewijk de Springer van Thüringen (1042-1123) ∞ Adelheid van Stade (-)  | Giso IV (1070–1122) ∞ Kunigunde von Bilstein (-)                         |
| Grootouders                                   | Wladislaus I van Bohemen (1070-1125) ∞ Richeza van Berg (1095-1125)      | Wladislaus I van Bohemen (1070-1125) ∞ Richeza van Berg (1095-1125)      | Lodewijk I van Thüringen (-1140) ∞ Hedwig van Gudensberg (-)             | Lodewijk I van Thüringen (-1140) ∞ Hedwig van Gudensberg (-)             |
| Ouders                                        | Wladislaus II van Bohemen (1110-1174) ∞ Judith van Thüringen (1135-1210) | Wladislaus II van Bohemen (1110-1174) ∞ Judith van Thüringen (1135-1210) | Wladislaus II van Bohemen (1110-1174) ∞ Judith van Thüringen (1135-1210) | Wladislaus II van Bohemen (1110-1174) ∞ Judith van Thüringen (1135-1210) |
| Wladislaus Hendrik van Bohemen (1160-1222)    |                                                                          |                                                                          |                                                                          |                                                                          |